# 686 TCN
686 TCN là một năm trong lịch La Mã.